# Château de Cantepau
Le château de Cantepau est un château situé à Albi, dans le Tarn, en région Occitanie (France).
Bâti au XVIIIe siècle par la famille Delecouls, c'est un grand édifice restauré en brique que l'on peut aujourd'hui apercevoir depuis la rocade d'Albi, mais qui a longtemps été ruiné. Le château de Cantepau est partiellement inscrit au titre des monuments historiques par arrêté du 17 juillet 1978.

## Historique

### Origine
Le château de Cantepau a très certainement été construit par la famille Delecouls, riche famille consulaire d'Albi, qui constitua aux XVIIe et XVIIIe siècles un important domaine foncier dans les alentours. Néanmoins, un premier château pourrait avoir été construit au XVe siècle, ce dont témoigne quelques fenêtres à meneaux encore visibles.

### La famille Dececouls
L'édifice actuel daterait en lui-même du XVIIIe siècle, possiblement construit par Jean-Pierre Delecouls (1706 - ?), qui, en 1746, aménage une chapelle dans l'une des tours, et engage un chapelain. Il acquiert aussi le domaine voisin de Lévizac, peu après cette date. De son mariage avec Agathe Treil nait un fils, Joseph Delecouls, qui prend le nom de « Delecouls de Cantepau », et hérite de tous les biens de ses parents. Avocat au Parlement de Toulouse, il est un membre important de la loge maçonnique d'Albi, la loge Parfaite Intelligence, consul d'Albi, et dernier maire de la ville sous l'Ancien Régime.
Le château de Cantepau restera ensuite dans la descendance de la famille Delecouls de Cantepau jusqu'en 1878. A cette date, il est alors vendu à une autre famille d'Albi, la famille Pago.

### XXe siècle et aujourd'hui
Racheté par une société de construction de HLM en 1969, les terres agricoles comprises dans le domaine sont loties, avec la création du quartier de Cantepau actuel. Le château en lui-même est malheureusement fermé et livré au pillage.
En 1984, après avoir été inscrit aux monuments historiques, il est rétrocédé à la municipalité d'Albi, dans le cadre de la création de la zone d'activité commerciale de Cantepau. Pendant ce temps, a cause des pillages, ont disparu les stucs de style Louis XVI du grand-salon qui représentaient des instruments de musique, mais aussi les cheminées de marbre, portes sculptées, et autres boiseries.
Revendu à un particulier, un certain Didier Sirgue, en 2006, des travaux de réhabilitations sont programmés. Ceux-ci, débutés en 2009, visent, outre la restauration de la bâtisse, à créer un complexe hôtelier, avec la construction sur le parc du château d'une brasserie, ainsi qu'une résidence hôtelière. Le château en lui-même devrait être réaménagés en salles de réceptions.

## Architecture
Le château de Cantepau est un grand édifice en brique se composant d'un corps de logis rectangulaire sur trois étages. La façade Ouest, la principale, est flanquée de deux tourelles circulaires en ses angles, qui ne sont pas plus élevée que le reste de la bâtisse. Les fenêtres actuelles du château sont simples, mais remplacent d'anciennes fenêtres à meneaux, dont on trouve encore quelques exemplaires sur les façades arrières.Juste en dessous du toit, et sur tout le long de la demeure, une corniche de brique moulurée orne les façades.
L'intérieur du bâtiment possèdent encore plusieurs belles chemines monumentales en briques, dont une porte deux écussons, autrefois peint d'armoiries. Une grande salle, avec son plafond à la française, possédait de beaux dessus de porte en stucs, de style Louis XVI, aujourd'hui disparus, à cause des pillages menés dans les années 70. L'escalier de l'édifice est construit sur plan rectangulaire, ses entrées étant marquées par des voûtes à arcs en plein cintre.[réf. souhaitée]